# Génération Enfoirés
Albums de Les Enfoirés
Mission Enfoirés
(2017) Musique !
(2018)
Génération Enfoirés est un album des Enfoirés, enregistré par de jeunes chanteurs des émissions The Voice Kids et Prodiges, et des New Poppys.
Il est sorti le 1er décembre 2017 et précède le concert Enfoirés Kids diffusé le soir même sur TF1.

## Histoire
Génération Enfoirés est annoncé par TF1 et les Restos du Cœur début octobre.
Cet album sort le 1er décembre 2017.

## Participants
Les participants sont essentiellement issus des émissions  The Voice Kids et Prodiges, et du groupe les New Poppys :
- The Voice Kids : Jane Constance, Lisandro Cuxi, Lennikim, Carla Georges, Lou Jean, Manuela Diaz, Marco Ferreira, Evän Devillard, Alexander Wood, Antoine Letouzé, Cassidy Cruiks, Angélina Nava, Amandine Prost, Betyssam ;
- Prodiges : Hakob ghasabian, Mareva
- New Poppys : Robin, Matéo, Simon, Martin

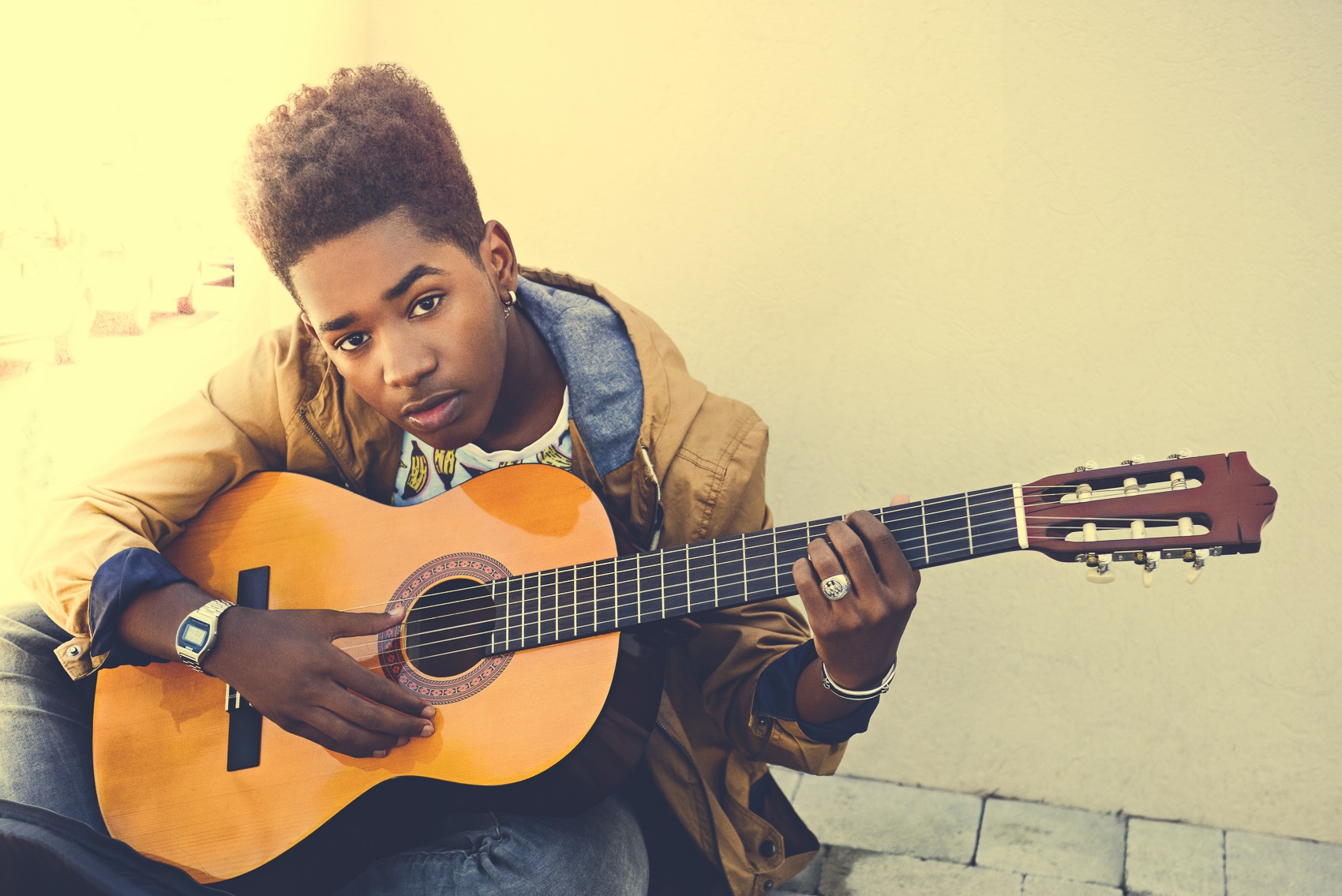
Lisandro Cuxi
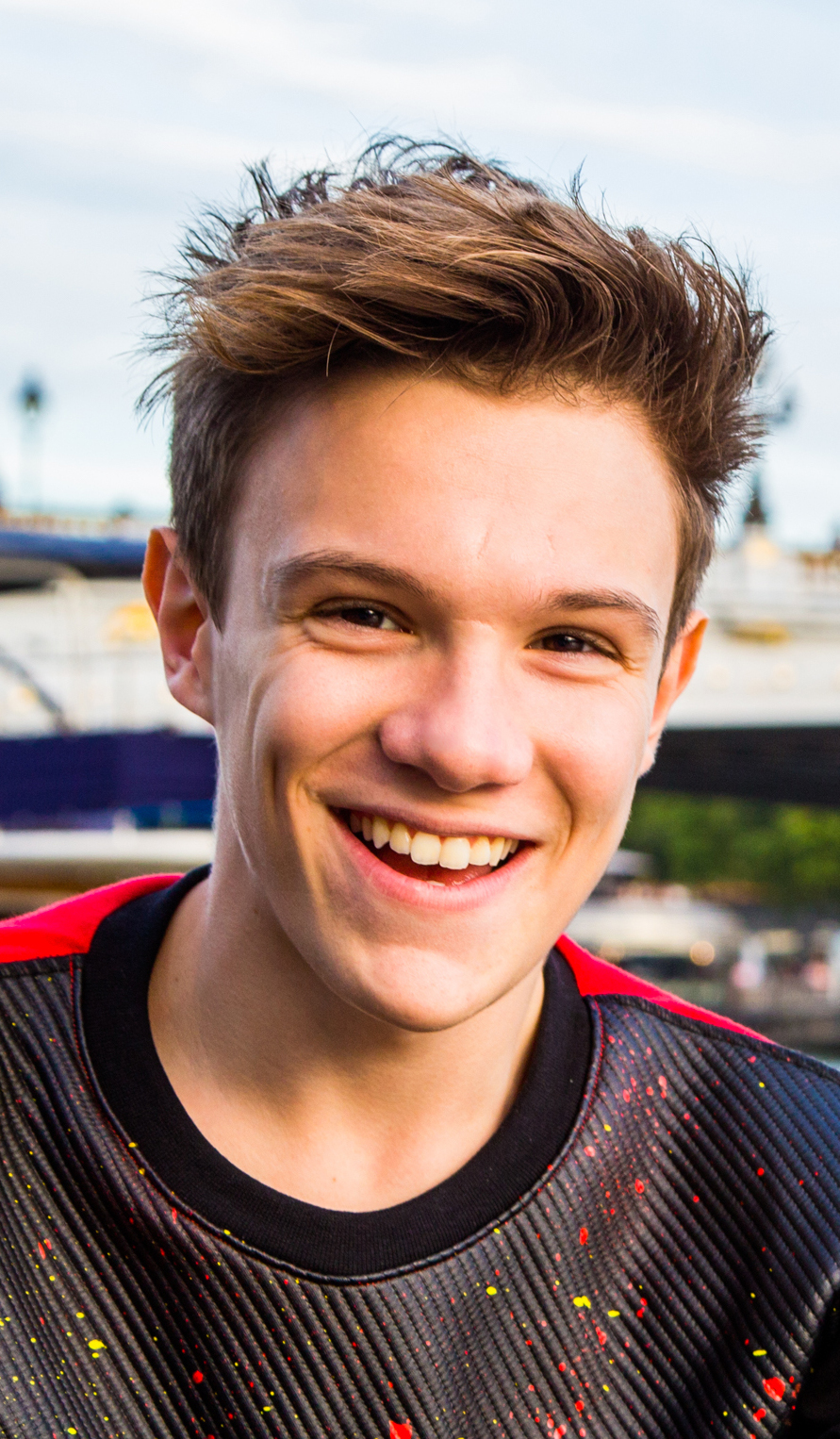
Lennikim

## Titres
1. La Chanson des restos : Génération Enfoirés, Omar Sy, Hugo Lloris, Philippe Lacheau, Antoine Griezmann
2. Aimer à perdre la raison : Jane Constance, Matéo, Lisandro Cuxi, Marco
3. Attention au départ : Carla Georges, Manuela Diaz, Evän Devillard, Marco
4. Encore un autre hiver : Lennikim, Manuela Diaz, Jane Constance, Marco
5. Le Temps qui court : Antoine Letouzé, Cassidy Cruiks, Angélina Nava, Leelou Garms, Amandine Prost, Betyssam
6. Ici les Enfoirés : Matéo, Hakob Ghasabian, Robin, Mareva
7. Liberté : Lou Jean, Jane Constance, Evän Devillard, Lisandro Cuxi
8. Un jour de plus au paradis : Lou Jean, Lisandro Cuxi, Carla Georges, Alexander Wood
9. Si l'on s'aimait, si : Alexander Wood, Lennikim, Lou Jean, Carla Georges
10. Juste une p'tite chanson : Manuela Diaz, Alexander Wood, Lennikim, Evän Devillard
11. La Chanson du bénévole : Matéo, Mareva, Hakob Ghasabian, Simon
12. Chanter : Robin, Simon, Matéo, Martin
13. Bonus : La Chanson des Restos (Version Kids) : Génération Enfoirés

## Classements hebdomadaires
| Classement (2017)            | Meilleure place |
| ---------------------------- | --------------- |
| Belgique (Wallonie Ultratop) | 18              |
| France (SNEP)                | 7               |
| Suisse (Schweizer Hitparade) | 15              |

## Certifications
| Pays          | Certification | Unités certifiées |
| ------------- | ------------- | ----------------- |
| France (SNEP) | Or            | 50 000            |